# The Best of 2005-2013
The Best of 2005-2013 è una raccolta del gruppo musicale statunitense Avenged Sevenfold, pubblicata il 2 dicembre 2016 dalla Warner Bros. Records.

## Tracce
CD 1
1. Bat Country (Radio Edit) – 4:01
2. Beast and the Harlot (Radio Edit) – 4:05
3. Seize the Day (Radio Edit) – 4:15
4. Critical Acclaim – 5:15
5. Almost Easy – 3:55
6. Afterlife (Radio Edit) – 4:01
7. Dear God (Radio Edit) – 3:58
8. A Little Piece of Heaven – 8:01

CD 2
1. Nightmare (Radio Edit) – 5:16
2. Welcome to the Family – 4:05
3. So Far Away (Radio Edit) – 4:34
4. Hail to the King (Radio Edit) – 5:06
5. Shepherd of Fire (Radio Edit) – 3:46
6. Walk – 5:21 – originariamente interpretata dai Pantera
7. Flash of the Blade – 4:01 – originariamente interpretata dagli Iron Maiden
8. Paranoid – 2:43 – originariamente interpretata dai Black Sabbath
9. Carry On – 4:15
10. Not Ready to Die – 7:05

## Formazione
Gruppo
- M. Shadows – voce
- Zacky Vengeance – chitarra, cori
- Synyster Gates – chitarra, cori
- Johnny Christ – basso, cori
- The Rev – batteria (CD 1; CD 2: tracce 6-8), cori
- Arin Ilejay – batteria (CD 2: tracce 4, 5, 9 e 10)

Altri musicisti
- Mike Portnoy – batteria (CD 2: tracce 1-3)